# Piedras (Cayey)
Piedras es un barrio ubicado en el municipio de Cayey en el estado libre asociado de Puerto Rico. En el Censo de 2010 tenía una población de 195 habitantes y una densidad poblacional de 81,04 personas por km².

## Geografía
Piedras se encuentra ubicado en las coordenadas 18°7′2″N 66°13′0″O / 18.11722, -66.21667. Según la Oficina del Censo de los Estados Unidos, Piedras tiene una superficie total de 2.41 km², que corresponden a tierra firme.

## Demografía
Según el censo de 2010, había 195 personas residiendo en Piedras. La densidad de población era de 81,04 hab./km². De los 195 habitantes, Piedras estaba compuesto por el 89.23% blancos, el 4.62% eran afroamericanos, el 4.62% eran de otras razas y el 1.54% pertenecían a dos o más razas. Del total de la población el 98.46% eran hispanos o latinos de cualquier raza.